# Csabb
Csabb (szlovákul Čab) falu Szlovákiában, a Nyitrai kerületben, a Nyitrai járásban. Korábban Assakürt településrésze volt.

## Fekvése
Nyitrától 13 km-re északnyugatra található.

## Története
A település első írásos említése 1326-ból származik. A trianoni békeszerződésig Nyitra vármegye Nyitrai járásához tartozott.

## Népessége
| Év:            | 1994. | 2004. | 2014.   | 2024.   |
| -------------- | ----- | ----- | ------- | ------- |
| Emberek száma: | 0     | 713   | 779     | 769     |
| Eltérés:       |       | –     | +9,25 % | -1,28 % |

| Év:            | 2023. | 2024.   |
| -------------- | ----- | ------- |
| Emberek száma: | 780   | 769     |
| Eltérés:       |       | -1,41 % |

1880-ban 376 lakosából 348 szlovák, 5 magyar, 4 német anyanyelvű és 19 csecsemő volt.
1890-ben 389 lakosából 374 szlovák anyanyelvű volt.
1900-ban 433 lakosából 422 szlovák és 1 magyar anyanyelvű volt.
1910-ben 542 lakosából 488 szlovák, 52 magyar és 2 német anyanyelvű volt.
1921-ben 543 lakosából 505 csehszlovák és 28 magyar volt.
1930-ban 556 lakosából 524 csehszlovák és 28 magyar volt.
2001-ben 674 lakosából 673 szlovák volt.
2011-ben 781 lakosából 720 szlovák, 1 horvát és 60 ismeretlen nemzetiségű volt.
2021-ben 775 lakosából 764 (+1) szlovák, 1 (+1) magyar, 1 egyéb és 9 ismeretlen nemzetiségű volt.